# Хайнрих фон Хахберг
Хайнрих фон Хахберг (на немски: Heinrich von Hachberg; † 27 декември 1399) е благородник от рода на маркграфовете на Баден-Хахберг.
Той е син на маркграф Хесо фон Баден-Хахберг († 1409) и първата му съпруга Агнес фон Хоен-Геролдсек (* пр. 1365; † сл. 1404), дъщеря на Хайнрих III фон Хоен-Геролдсек-Тюбинген († 1376/1378). Внук е на маркграф Хайнрих IV фон Баден-Хахберг († 1369) и Агнес фон Юзенберг († 1356). Баща му се жени втори път ок. 20 април 1381 г. в Херенберг за Маргарета фон Тюбинген († 1414), дъщеря на граф, пфалцграф Конрад II фон Тюбинген-Херенберг († 1382/1391) и Верена фон Фюрстенберг-Баар († сл. 1391).
Брат е на Ото († 1418), последният маркграф на Баден-Хахберг, байлиф на Ендинген, Хесо фон Хахберг († сл. 1406) и Агнес фон Хахберг († 1425), омъжена пр. 28 април 1418 г. за граф Фридрих III фон Ортенбург († 1418/1420). Полубрат е на Маргарета фон Хахберг († 1417/1426), омъжена на 25 юли 1405 г. за граф Фридрих IX фон Лайнинген, фогт в Елзас († 1434/1435).
Роднина е на Ото III фон Хахберг (1388 – 1451), епископ на Констанц (1411 – 1434).

## Фамилия
Хайнрих фон Хахберг се сгодява на 17 септември 1390 г. за Маргарета Малтерер/Неленбург, дъщеря на Мартин Малтерер († 9 юли 1386 при Земпах) и Анна фон Тирщайн († 1401). Не се стига до жениба, понеже той умира преди това.
Маргарета Малтерер се омъжва сл. 27 декември 1399 г. за Каспар фон Клингенберг († 1439).